# Gerberga van Lotharingen
Gerberga van Lotharingen (ca. 935-978) was een dochter van Giselbert II van Maasgouw, hertog van Lotharingen en Gerberga van Saksen.
In 954 trouwde zij met Adalbert I van Vermandois
Hun kinderen waren:
- Herbert III van Vermandois
- Odo van Vermandois (ca. 956-983)
- Liudolf van Noyon (ca. 957-986)
- Gwijde I van Vermandois, graaf van Soissons